# Agapetus baptos
Agapetus baptos är en nattsländeart som beskrevs av Wolfram Mey 1998. Agapetus baptos ingår i släktet Agapetus och familjen stenhusnattsländor. Inga underarter finns listade i Catalogue of Life.